# Leosedulia
Leosedulia es un género de saltamontes de la subfamilia Catantopinae, familia Acrididae, y está asignado a la tribu Gereniini. Este género se ha encontrado en Camboya.
Leosedulia es un género monotípico, y su única especie es Leosedulia mistshenkoi, Storozhenko, 2009.